# Uxue Barkos
Miren Uxue Barkos Berruezo, née le 5 juillet 1964 à Pampelune, est une femme politique espagnole, membre de Geroa Bai.
Elle est présidente de la communauté forale de Navarre entre 2015 et 2019.

## Biographie

### Vie privée
Miren Uxue Barkos Berruezo est mariée avec le journaliste galicien Jesús González Mateos et avec lequel elle a un fils.
En février 2011, un cancer du sein lui est détecté. Après une intervention chirurgicale ablative, elle subit plusieurs séances de radiothérapie et chimiothérapie.

### Carrière professionnelle
Diplômée en science de l'information à l'université de Navarre, Uxue Barkos travaille comme présentatrice à la radio et à la télévision espagnole en Navarre, ainsi qu'au quotidien Navarra Hoy et à partir de 1990, à la télévision basque.

### Députée au Congrès

#### Dirigeante de Oui à la Navarre
Pour les élections législatives du 14 mars 2004, elle est choisie comme tête de liste de la coalition Oui à la Navarre (Nafarroa Bai), qui avec plus de 61 000 voix, totalise 18 % des voix et remporte l'un des cinq sièges à pourvoir. Au Congrès des députés, elle rejoint le groupe mixte, qui réunit des députés issus de formations minoritaires.
Aux élections municipales du 27 mai 2007 à Pampelune, elle est tête de la liste Oui à la Navarre, qui remporte 8 élus sur 27 au conseil municipal. La décision du Parti socialiste (PSOE) de s'abstenir lors du vote d'investiture permet la réélection de la conservatrice Yolanda Barcina, alors que la gauche compte 14 sièges.
Elle se présente à un second mandat parlementaire aux élections législatives du 9 mars 2008. Le résultat de sa liste monte au-dessus de 62 000 suffrages, soit 18,4 % des voix, ce qui garantit sa réélection.
À nouveau candidate aux élections municipales, le 22 mai 2011, sa liste est de nouveau deuxième du scrutin, avec 7 élus, mais elle voit encore la mairie de la capitale navarraise lui échapper, du fait d'une nouvelle abstention des socialistes alors que les partis de gauche sont encore majoritaires avec un total de 14 mandats.

#### La fondation de Geroa Bai
Le 1er septembre 2011, Uxue Barkos crée son propre mouvement, Zabaltzen (« extension » ou « élargissement ») afin de poursuivre l'action de Oui à la Navarre, après le départ de celle-ci de différentes composantes et juste avant que le parti Aralar ne rejoigne la coalition Amaiur.
Candidate de la nouvelle coalition Geroa Bai, qui regroupe le Parti nationaliste basque (EAJ/PNV), Zabaltzen et Atarrabia Taldea, aux élections législatives du 20 novembre, elle est réélue députée avec 12,8 %, étant devancée par Amaiur.

### Présidente de la Navarre
Au cours des élections autonomiques du 24 mai 2015, la liste de Geroa Bai totalise 15,8 % des voix et 9 députés sur 50, dans un Parlement très fragmenté. Elle négocie alors la formation d'une majorité alternative, obtenant l'appui d'Euskal Herria Bildu (EH Bildu), Podemos et la coalition Gauche (I-E), tandis que le Parti socialiste de Navarre-PSOE (PSN-PSOE) fait le choix de l'abstention.
Ainsi, le 20 juillet, Uxue Barkos est investie présidente de la communauté forale de Navarre par 26 voix contre 17 et 7 abstentions. Si elle est la deuxième femme à diriger la communauté forale, elle est la première présidente à ne pas être issue d'une des deux formations du « bipartisme », l'UPN ou le PSN-PSOE, et membre de la gauche abertzale. Nommée par décret royal le lendemain, elle entre en fonction le 22 juillet.